# Liv Racing Teqfind/Saison 2023
Dieser Artikel beschreibt die Mannschaft und die Siege des Radsportteams Liv Racing Teqfind in der Saison 2023.

## Mannschaft
| Teamkader 2023          | Teamkader 2023     | Teamkader 2023     | Teamkader 2023                   |
| Name                    | Geburtsdatum       | Land               | Vorheriges Team                  |
| ----------------------- | ------------------ | ------------------ | -------------------------------- |
| Caroline Andersson      | 29. Juli 2001      | Schweden           | Coop-Hitec Products (2022)       |
| Rachele Barbieri        | 21. Februar 1997   | Italien            | Bepink (2019)                    |
| Eva Buurman             | 7. September 1994  | Niederlande        | Tibco-Silicon Valley Bank (2021) |
| Thalita de Jong         | 6. November 1993   | Niederlande        | Jegg-de Jonge Renner (2022)      |
| Valerie Demey           | 17. Januar 1994    | Belgien            | Lotto Soudal Ladies (2018)       |
| Mavi García             | 2. Januar 1984     | Spanien            | UAE Team ADQ (2022)              |
| Marta Jaskulska         | 25. März 2000      | Polen              |                                  |
| Jeanne Korevaar         | 24. September 1996 | Niederlande        | Jan van Arckel (2015)            |
| Ayesha McGowan          | 2. April 1987      | Vereinigte Staaten |                                  |
| Tereza Neumanová        | 9. August 1998     | Tschechien         | World Cycling Centre (2021)      |
| Katia Ragusa            | 19. Mai 1997       | Italien            | A.R. Monex Women's (2021)        |
| Silke Smulders          | 1. April 2001      | Niederlande        | Lotto Soudal Ladies (2021)       |
| Sabrina Stultiens       | 8. Juli 1993       | Niederlande        | Sunweb (2017)                    |
| Quinty Ton              | 4. August 1998     | Niederlande        | GT Krush Tunap (2021)            |
| Amber van der Hulst     | 21. September 1999 | Niederlande        | Parkhotel Valkenburg (2021)      |
|                         |                    |                    |                                  |
| Quelle: ProCyclingStats |                    |                    |                                  |

## Siege
| Siege    | Siege                                               | Siege   | Siege  | Siege       | Siege |
| Datum    | Rennen                                              | Staat   | Klasse | Siegerin    |       |
| -------- | --------------------------------------------------- | ------- | ------ | ----------- | ----- |
| 24. Jun. | Spanische Meisterschaften, Straßenrennen der Frauen | Spanien | CN     | Mavi García |       |

## UCI-Weltranglisten-Platzierungen
| UCI-Ranking | UCI-Ranking        | UCI-Ranking | UCI-Ranking |
| Fahrerin    | Fahrerin           | Land        | Punkte      |
| ----------- | ------------------ | ----------- | ----------- |
| 35.         | Mavi García        | Spanien     | 1009.9 P.   |
| 103.        | Katia Ragusa       | Italien     | 344.9 P.    |
| 133.        | Rachele Barbieri   | Italien     | 289.9 P.    |
| 171.        | Marta Jaskulska    | Polen       | 220 P.      |
| 174.        | Quinty Ton         | Niederlande | 214.9 P.    |
| 234.        | Tereza Neumanová   | Tschechien  | 152.9 P.    |
| 358.        | Caroline Andersson | Schweden    | 89.9 P.     |
| 498.        | Valerie Demey      | Belgien     | 53 P.       |
| 566.        | Thalita de Jong    | Niederlande | 43 P.       |
| 611.        | Eva Buurman        | Niederlande | 37 P.       |
| 613.        | Silke Smulders     | Niederlande | 35.9 P.     |
| 781.        | Jeanne Korevaar    | Niederlande | 22 P.       |
| 1041.       | Sabrina Stultiens  | Niederlande | 8 P.        |